# Cbt
cbt ist ein deutscher Verlag für Kinder- und Jugendliteratur mit Sitz in München. Er ist Teil der Penguin Random House Verlagsgruppe.

## Geschichte
Im Jahr 2001 begann der cbj Kinderbücher Verlag, Taschenbücher unter der Marke cbt zu veröffentlichen. 2008 wurde das Programm um Hardcover-Titel erweitert und cbt zu einem selbstständigen Verlag unter dem Dach der Verlagsgruppe Random House aufgewertet. Damit besaßen sowohl cbj als auch cbt jeweils ein Taschenbuch- und Hardcover-Programm. Grund für die Neuordnung der Verlage war nach eigener Aussage die starke Nachfrage im Bereich des Jugendbuchs. Zunächst konzentrierte sich cbt auf Jugendliche ab 13 Jahren. Im Jahr 2014 dehnte man die Zielgruppe auf Leser von neun bis 16 Jahren aus. Außerdem wurde der Markenauftritt des Verlags überarbeitet. Im August 2014 übernahm Nicola Bartels die verlegerische Verantwortung für cbj und cbt, Verlagsleiter ist bis heute Jürgen Weidenbach.

## Programm
Zu den Autoren von cbt zählen deutsche Schriftsteller, wie zum Beispiel Christine Fehér, Elisabeth Herrmann, Friedrich Ani, Nina Blazon und Wulf Dorn. Außerdem legt cbt deutschsprachige Ausgaben internationaler Autoren auf, wie zum Beispiel Jay Asher (Tote Mädchen lügen nicht), Lauren Kate (Engel), Robert Muchamore (Top Secret) und Veronica Roth (Die Bestimmung). Taschenbücher veröffentlicht cbt von Autoren wie beispielsweise David Levithan, Lisa J. Smith, Rachel Cohn, Sara Shepard und Simone Elkeles. Außerdem zählen All-Age-Titel zum Programm von cbt, etwa Monika Feth mit „Der Erdbeerpflücker“.